# Summula
Summula (łac. Diocesis Summulensis) – stolica historycznej diecezji we Cesarstwie rzymskim w prowincji Mauretania Cezarensis, zlikwidowana w VII w. podczas ekspansji islamskiej, współcześnie w północnej Algierii. Obecnie katolickie biskupstwo tytularne. 

## Biskupi tytularni
| Lp. | Biskup                      | Funkcja                                           | Od              | Do                |
| --- | --------------------------- | ------------------------------------------------- | --------------- | ----------------- |
| 1   | Francesco Sanmartino        | biskup pomocniczy Turynu (Włochy)                 | 7 kwietnia 1966 | 21 marca 1983     |
| 2   | Claude Frikart              | biskup pomocniczy Paryża (Francja)                | 21 czerwca 1986 | 18 grudnia 2014   |
| 3   | Esmeraldo Barreto de Farias | biskup pomocniczy São Luís do Maranhão (Brazylia) | 18 marca 2015   | 18 listopada 2020 |
| 4   | Carlos Silva                | biskup pomocniczy São Paulo (Brazylia)            | 16 grudnia 2020 |                   |